# Commissario europeo per la salute e la politica dei consumatori
Il commissario europeo per la salute e la politica dei consumatori è un membro della Commissione europea. La carica è ricoperta dall'ungherese Olivér Várhelyi dal 1º dicembre 2024.

## Competenze
Il Commissario si occupa della tutela della salute pubblica all'interno dell'Unione europea e della protezione degli interessi dei cittadini consumatori.
Al Commissario per la salute e la politica dei consumatori fa capo la Direzione generale per la salute e la politica dei consumatori, attualmente diretta dall'italiana Paola Testori Coggi.
Durante il mandato della Commissione Barroso I, dall'ingresso di Bulgaria e Romania nell'Unione europea il 1º gennaio 2007 le deleghe vennero divise, così che il commissario in carica Markos Kyprianou si occupò solo della salute e la nuova commissaria bulgara Meglena Kuneva si occupò della tutela dei consumatori. Questa situazione è però rimasta temporanea, ed infatti nella Commissione Barroso II vi era un solo commissario che si occupava della salute e della politica dei consumatori. La carica è poi rimasta unita per tutte le Commissioni successive arrivando ad oggi.

## Il commissario attuale
La carica è ricoperta dall'ungherese Olivér Várhelyi dal 1º dicembre 2024.

## Elenco
|     | Commissario               | Paese             | Commissione                                  | Periodo             | Incarico                                                    |
| --- | ------------------------- | ----------------- | -------------------------------------------- | ------------------- | ----------------------------------------------------------- |
| 1   | Richard Burke             | Irlanda           | Commissione Jenkins                          | 1977–1981           | Generico (con delega ai consumatori)                        |
| 2   | Karl-Heinz Narjes         | Germania Ovest    | Commissione Thorn                            | 1981–1985           | Generico (con delega ai consumatori)                        |
| 3   | Christiane Scrivener      | Francia           | Commissione Delors II Commissione Delors III | 1989–1993 1993–1995 | Generico (con delega ai consumatori)                        |
| 4   | Emma Bonino               | Italia            | Commissione Santer                           | 1995–1999           | Salute e tutela dei consumatori                             |
| 5   | David Byrne               | Irlanda           | Commissione Prodi                            | 1999–2004           | salute e tutela dei consumatori                             |
| 6   | David Byrne Pavel Telička | Irlanda Rep. Ceca | Commissione Prodi                            | 2004                | Salute e tutela dei consumatori                             |
| 7   | Markos Kyprianou          | Cipro             | Commissione Barroso I                        | 2004–2008           | Salute (e tutela dei consumatori, fino al 31/12/2006)       |
| 8   | Meglena Kuneva            | Bulgaria          | Commissione Barroso I                        | 2007–2010           | Tutela dei consumatori                                      |
| 9   | Androulla Vassiliou       | Cipro             | Commissione Barroso I                        | 2008–2010           | Salute                                                      |
| 10  | John Dalli                | Malta             | Commissione Barroso II                       | 2010–2012           | Salute e politica dei consumatori                           |
| a.i | Maroš Šefčovič            | Slovacchia        | Commissione Barroso II                       | 2012                | Salute e politica dei consumatori ad interim                |
| 11  | Tonio Borg                | Malta             | Commissione Barroso II                       | 2012–2014           | Salute (e politica dei consumatori, fino al 30 giugno 2013) |
| 12  | Neven Mimica              | Croazia           | Commissione Barroso II                       | 2013–2014           | Tutela dei consumatori                                      |
| 13  | Vytenis Andriukaitis      | Lituania          | Commissione Juncker                          | 2014–2019           | Salute e sicurezza alimentare                               |
| 14  | Stella Kyriakidou         | Cipro             | Commissione von der Leyen I                  | 2019–2024           | Salute e sicurezza alimentare                               |
| 15  | Olivér Várhelyi           | Ungheria          | Commissione von der Leyen II                 | 2024 – in carica    | Salute e benessere degli animali                            |